# Jocquella boisai
Espèce
Jocquella boisai est une espèce d'araignées aranéomorphes de la famille des Telemidae.

## Distribution
Cette espèce est endémique de Papouasie-Nouvelle-Guinée,.

## Publication originale
- Baert, 1984 : Spiders (Araneae) from Papua New Guinea. IV. Ochyroceratidae, Telemidae, Hadrotarsidae and Mysmenidae. Indo-Malayan Zoology, vol. 2, p. 225-244.